# Walter Alston
Walter Emmons « Smookey » Alston, né le 1er décembre 1911 à Venice (Ohio) et décédé le 1er octobre 1984 à Oxford (Ohio), est un joueur et manager américain de baseball. Il ne joue qu'une partie en Ligue majeure de baseball en 1936 et occupe le poste de manager entre 1954 et 1976.
Il remporte quatre Séries mondiales comme manager des Dodgers de Brooklyn et son numéro, le 24, est retiré par la franchise en 1977. Il est élu au Temple de la renommée du baseball en 1983.

## Carrière

### Joueur
Il étudie à l'université de Miami à Oxford dans l'Ohio. Il joue au basket-ball et au baseball pendant trois ans, rentrant au Temple de la renommée de son université.
Il commence sa carrière en Ligue mineure en 1935 pour Greenwood. Après un passage à Hungtington, il rentre en remplacement de Johnny Mize, éjecté du match, en tant que premier but pour les Cardinals de Saint-Louis le 27 septembre 1936. Il est retiré sur trois prises pour son seul passage au bâton en Ligue majeure de baseball.
Il retourne en Ligue mineure où il joue dans presque dix clubs différents pendant onze années, jusqu'en 1947. Au total, il joue 13 saisons en Ligue mineure pour une moyenne à la frappe de 0,295 dans des franchises des Cardinals de Saint-Louis et des Dodgers de Brooklyn.

### Manager
Entre 1940 et 1953, il manage des équipes de Ligue mineure comme les Red Birds de Portsmouth, les Cardinals de Springfield, les Packers de Trenton, les Spartans de Trenton, les Dodgers de Nashua, les Dodgers de Pueblo, les Saints de Saint Paul puis les Royaux de Montréal, grimpant dans la hiérarchie des divisions.
En 1954, il est nommé manager des Dodgers de Brooklyn où il restera pendant 23 saisons avant d'être remplacé par Tommy Lasorda.
Il remporte 7 titres de champion de la Ligue nationale et 4 Séries mondiales, dont la seule remportée par la franchise à Brooklyn en 1955 avant son déménagement à Los Angeles. Il remporte la Série mondiale en 1959, 1963 et 1965. C'est le premier manager de l'histoire de la franchise à remporter la Série mondiale.
Six fois manager de l'année, il dirige sept fois l'équipe de la Ligue nationale vainqueur au Match des étoiles de la Ligue majeure de baseball.
Décrit comme un manager très professionnel et studieux, il intègre le Temple de la renommée du baseball en 1983 sur un vote du Comité des Vétérans.

## Statistiques en Ligue majeure

### Joueur
| Saison | Équipe | G | AB | R | H | 2B | 3B | HR | RBI | SB | BB | SO | BA   | OBP  | SLG  |
| ------ | ------ | - | -- | - | - | -- | -- | -- | --- | -- | -- | -- | ---- | ---- | ---- |
| 1936   | SLT    | 1 | 1  | 0 | 0 | 0  | 0  | 0  | 0   | 0  | 0  | 1  | .000 | .000 | .000 |
| Totaux | 1 an   | 1 | 1  | 0 | 0 | 0  | 0  | 0  | 0   | 0  | 0  | 1  | .000 | .000 | .000 |

Note : G = Matches joués ; AB = Passage au bâton; R = Points ; H = Coups sûrs ; 2B = Doubles ; 3B = Triples ; HR = Coups de circuits ; 
RBI = Points produits ; BB = buts-sur-balles ; SO : Retraits sur des prises ; SB = Buts volés ; BA = Moyenne au bâton ; SLG = Moyenne de puissance.

### Manager
| Équipe | Année  | Saison régulière | Saison régulière | Saison régulière | Saison régulière | Saison régulière | Séries éliminatoires | Séries éliminatoires | Séries éliminatoires | Séries éliminatoires           |
| Équipe | Année  | G                | V                | D                | V-D %            | Place            | V                    | D                    | V-D %                | Résultat                       |
| ------ | ------ | ---------------- | ---------------- | ---------------- | ---------------- | ---------------- | -------------------- | -------------------- | -------------------- | ------------------------------ |
| BRO    | 1954   | 154              | 92               | 62               | 0.597            | 2e               | -                    | -                    | -                    |                                |
| BRO    | 1955   | 154              | 98               | 55               | 0.641            | 1er              |                      |                      |                      | Vainqueur de la Série mondiale |
| BRO    | 1956   | 154              | 93               | 61               | 0.604            | 1er              |                      |                      |                      | Finaliste de la Série mondiale |
| BRO    | 1957   | 154              | 84               | 70               | 0.545            | 3e               | -                    | -                    | -                    |                                |
| LAD    | 1958   | 154              | 71               | 83               | 0.461            | 7e               | -                    | -                    | -                    |                                |
| LAD    | 1959   | 156              | 88               | 68               | 0.564            | 1er              |                      |                      |                      | Vainqueur de la Série mondiale |
| LAD    | 1960   | 154              | 82               | 72               | 0.532            | 4e               | -                    | -                    | -                    |                                |
| LAD    | 1961   | 154              | 89               | 65               | 0.578            | 2e               | -                    | -                    | -                    |                                |
| LAD    | 1962   | 165              | 102              | 63               | 0.618            | 2e               | -                    | -                    | -                    |                                |
| LAD    | 1963   | 163              | 99               | 63               | 0.611            | 1er              |                      |                      |                      | Vainqueur de la Série mondiale |
| LAD    | 1964   | 164              | 80               | 82               | 0.494            | 7e               | -                    | -                    | -                    |                                |
| LAD    | 1965   | 162              | 97               | 65               | 0.599            | 1er              |                      |                      |                      | Vainqueur de la Série mondiale |
| LAD    | 1966   | 162              | 95               | 67               | 0.586            | 1er              |                      |                      |                      | Finaliste de la Série mondiale |
| LAD    | 1967   | 162              | 73               | 89               | 0.451            | 8e               | -                    | -                    | -                    |                                |
| LAD    | 1968   | 162              | 76               | 86               | 0.469            | 8e               | -                    | -                    | -                    |                                |
| LAD    | 1969   | 162              | 85               | 77               | 0.525            | 4e               | -                    | -                    | -                    |                                |
| LAD    | 1970   | 161              | 87               | 74               | 0.540            | 2e               | -                    | -                    | -                    |                                |
| LAD    | 1971   | 162              | 89               | 73               | 0.549            | 2e               | -                    | -                    | -                    |                                |
| LAD    | 1972   | 155              | 85               | 70               | 0.548            | 3e               | -                    | -                    | -                    |                                |
| LAD    | 1973   | 162              | 95               | 66               | 0.590            | 2e               | -                    | -                    | -                    |                                |
| LAD    | 1974   | 162              | 102              | 60               | 0.630            | 1er              |                      |                      |                      | Finaliste de la Série mondiale |
| LAD    | 1975   | 162              | 88               | 74               | 0.543            | 2e               | -                    | -                    | -                    |                                |
| LAD    | 1976   | 158              | 90               | 68               | 0.570            | 2e               | -                    | -                    | -                    |                                |
| Totaux | Totaux | 3658             | 2040             | 1613             | 0.558            | -                |                      |                      |                      | 4 Séries mondiales             |